# Lasiosina inconstans
Lasiosina inconstans är en tvåvingeart som först beskrevs av Friedrich Hermann Loew 1866.  Lasiosina inconstans ingår i släktet Lasiosina och familjen fritflugor. Inga underarter finns listade i Catalogue of Life.